# Amy (Oise)
Pour les articles homonymes, voir Amy.
Amy est une commune française située dans le département de l'Oise, en région Hauts-de-France.

## Géographie

### Description
Amy est un village périurbain du Santerre dans le nord de l'Oise, limitrophe du département de la Somme, situé à 46 km sud-est d'Amiens, à 18 km à l'ouest de Montdidier, 58 km au nord-est de Beauvais et à 26 km au nord de Compiègne.
Il est aisément accessible par l'autoroute A1 et les anciennes routes nationales RN 17 et RN 334 (actuelles RD 1017 et 934).

### Communes limitrophes

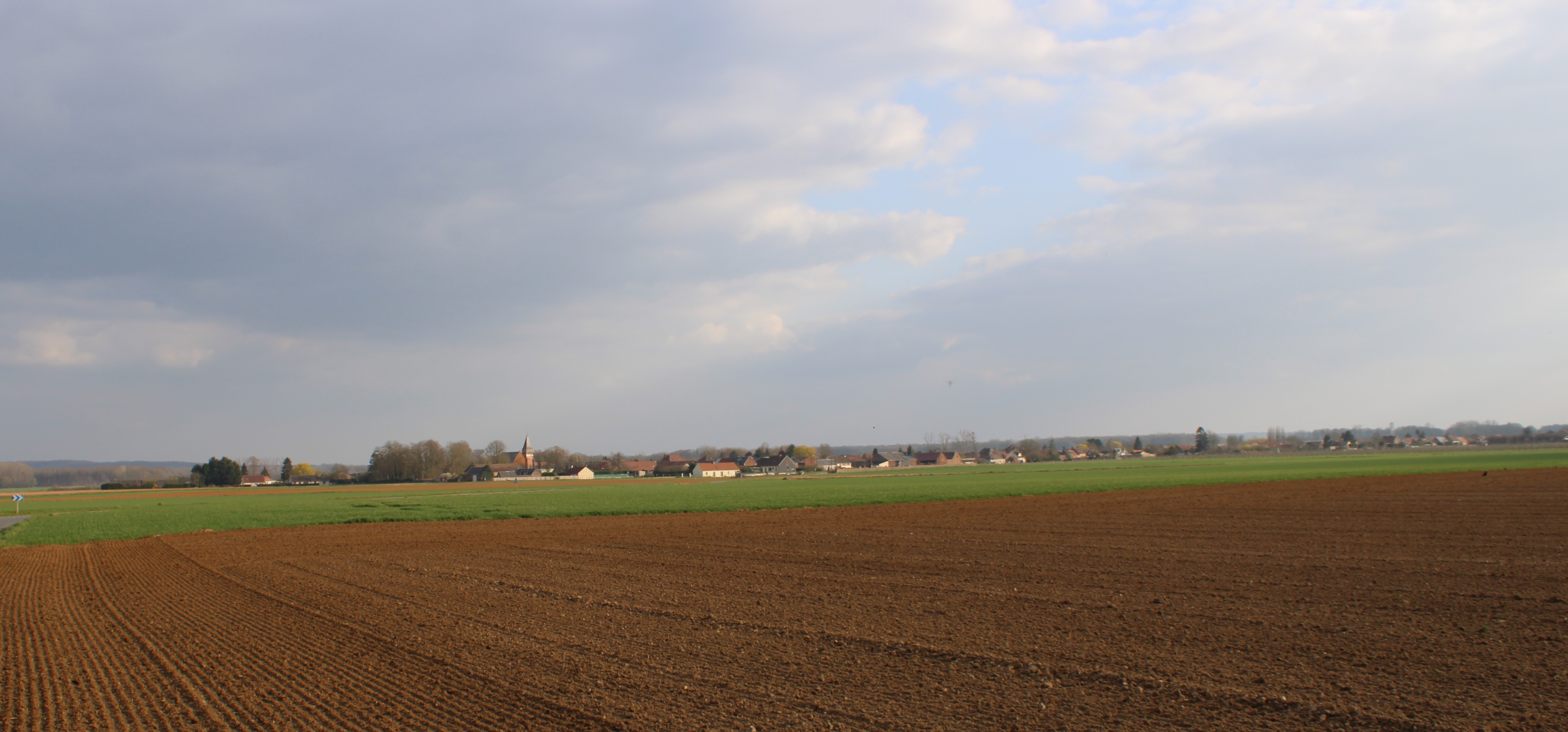
Panorama du village

### Hydrographie

#### Réseau hydrographique
La commune est traversée par la ligne de partage des eaux entre les bassins hydrographiques Artois-Picardie et Seine-Normandie. Elle est drainée par l'Avre, l'Avricourt et le Pavé,.
L'Avre, d'une longueur de 66 km, prend sa source dans la commune , à 81 m d'altitude, et se jette  dans la Somme à Longueau, à 24 m d'altitude, après avoir traversé 31 communes.

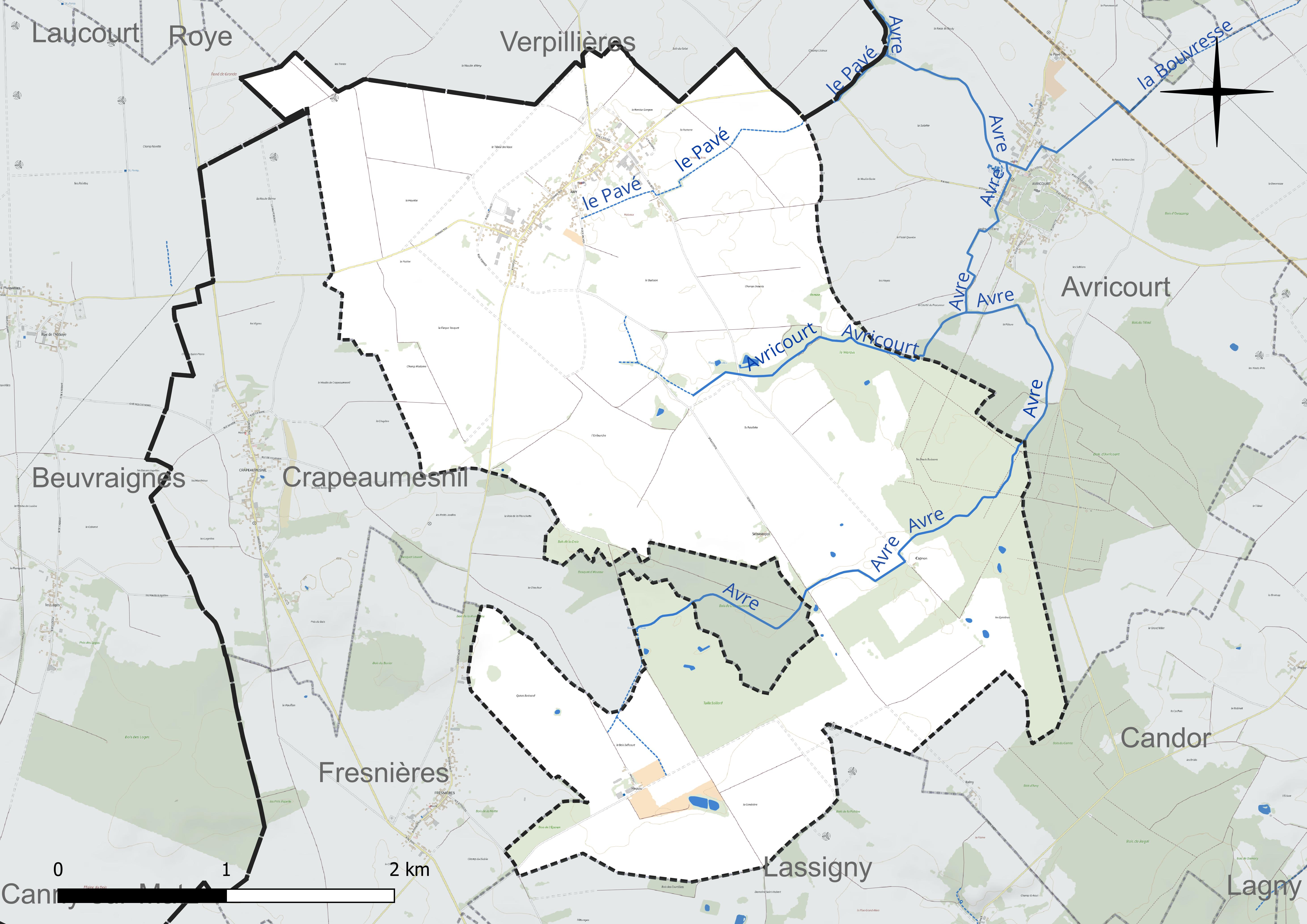
Réseau hydrographique d'Amy.

Un plan d'eau complète le réseau hydrographique : Flaque à Brebis (0,1 ha),.

#### Gestion et qualité des eaux
Le territoire communal est couvert par le schéma d'aménagement et de gestion des eaux (SAGE) « Sensée ». Ce document de planification concerne un territoire de 1 835 km2 de superficie, délimité par le bassin versant de la Somme canalisée. Le périmètre a été arrêté le 29 avril 2010 et le SAGE proprement dit a été approuvé le 6 août 2019. La structure porteuse de l'élaboration et de la mise en œuvre est le syndicat mixte d'aménagement hydraulique du bassin versant de la Somme (AMEVA).
La qualité des cours d'eau peut être consultée sur un site dédié géré par les agences de l'eau et l'Agence française pour la biodiversité.

### Climat
Pour des articles plus généraux, voir Climat des Hauts-de-France et Climat de l'Oise.
En 2010, le climat de la commune est de type climat océanique dégradé des plaines du Centre et du Nord, selon une étude du CNRS s'appuyant sur une série de données couvrant la période 1971-2000. En 2020, Météo-France publie une typologie des climats de la France métropolitaine dans laquelle la commune est exposée à un climat océanique et est dans la région climatique Nord-est du bassin Parisien, caractérisée par un ensoleillement médiocre, une pluviométrie moyenne régulièrement répartie au cours de l'année et un hiver froid (3 °C).
Pour la période 1971-2000, la température annuelle moyenne est de 10,3 °C, avec une amplitude thermique annuelle de 14,4 °C. Le cumul annuel moyen de précipitations est de 696 mm, avec 11,7 jours de précipitations en janvier et 8,6 jours en juillet. Pour la période 1991-2020, la température moyenne annuelle observée sur la station météorologique la plus proche, située sur la commune de Rouvroy-en-Santerre à 15 km à vol d'oiseau, est de 10,8 °C et le cumul annuel moyen de précipitations est de 635,8 mm,. Pour l'avenir, les paramètres climatiques de la commune estimés pour 2050 selon différents scénarios d'émission de gaz à effet de serre sont consultables sur un site dédié publié par Météo-France en novembre 2022.

## Urbanisme

### Typologie
Au 1er janvier 2024, Amy est catégorisée commune rurale à habitat dispersé, selon la nouvelle grille communale de densité à sept niveaux définie par l'Insee en 2022.
Elle est située hors unité urbaine. Par ailleurs la commune fait partie de l'aire d'attraction de Roye, dont elle est une commune de la couronne,. Cette aire, qui regroupe 35 communes, est catégorisée dans les aires de moins de 50 000 habitants,.

### Occupation des sols
L'occupation des sols de la commune, telle qu'elle ressort de la base de données européenne d'occupation biophysique des sols Corine Land Cover (CLC), est marquée par l'importance des territoires agricoles (78,3 % en 2018), en diminution par rapport à 1990 (80,3 %). La répartition détaillée en 2018 est la suivante : 
terres arables (78 %), forêts (17,8 %), zones urbanisées (3,9 %), prairies (0,3 %). L'évolution de l'occupation des sols de la commune et de ses infrastructures peut être observée sur les différentes représentations cartographiques du territoire : la carte de Cassini (XVIIIe siècle), la carte d'état-major (1820-1866) et les cartes ou photos aériennes de l'IGN pour la période actuelle (1950 à aujourd'hui).

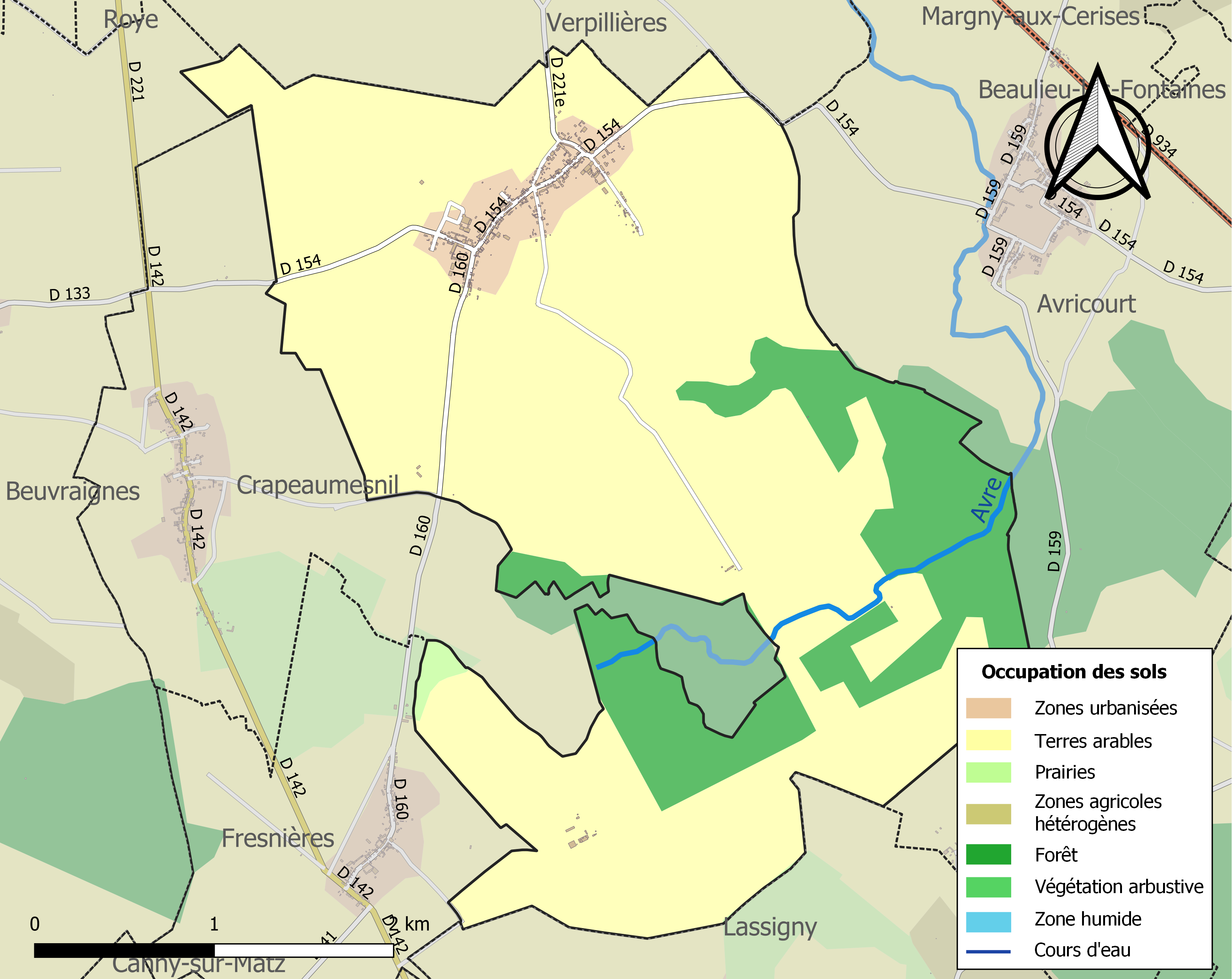
Carte des infrastructures et de l'occupation des sols de la commune en 2018 (CLC).

### Habitat et logement
En 2018, le nombre total de logements dans la commune était de 179, alors qu'il était de 170 en 2013 et de 159 en 2008.
Parmi ces logements, 83,6 % étaient des résidences principales, 5,1 % des résidences secondaires et 11,3 % des logements vacants. Ces logements étaient pour 98,9 % d'entre eux des maisons individuelles et pour 0,6 % des appartements.
Le tableau ci-dessous présente la typologie des logements à Amy en 2018 en comparaison avec celle de l'Oise et de la France entière. Une caractéristique marquante du parc de logements est ainsi une proportion de résidences secondaires et logements occasionnels (5,1 %) supérieure à celle du département (2,5 %) et à celle de la France entière (9,7 %). Concernant le statut d'occupation de ces logements, 87,7 % des habitants de la commune sont propriétaires de leur logement (87,5 % en 2013), contre 61,4 % pour l'Oise et 57,5 pour la France entière.
| Typologie                                               | Amy  | Oise | France entière |
| ------------------------------------------------------- | ---- | ---- | -------------- |
| Résidences principales (en %)                           | 83,6 | 90,4 | 82,1           |
| Résidences secondaires et logements occasionnels (en %) | 5,1  | 2,5  | 9,7            |
| Logements vacants (en %)                                | 11,3 | 7,1  | 8,2            |

### Voies de communication et transports
La commune est desservie, en 2023, par les lignes 674 et 6307 du réseau interurbain de l'Oise.

## Toponymie
Amy a été désigné comme Ami, l'Ami, Amy-le-Grand (Amedeium).
Ce terme dérivé d'« ami », est un ancien nom de baptême médiéval signifiant amant ou gai compagnon.
Le nom des habitants, les Amédéens, proviendraient selon l'ancien maire Maurice Fagoo du nom d'un ancètre commun prénommé Amédée.

## Histoire

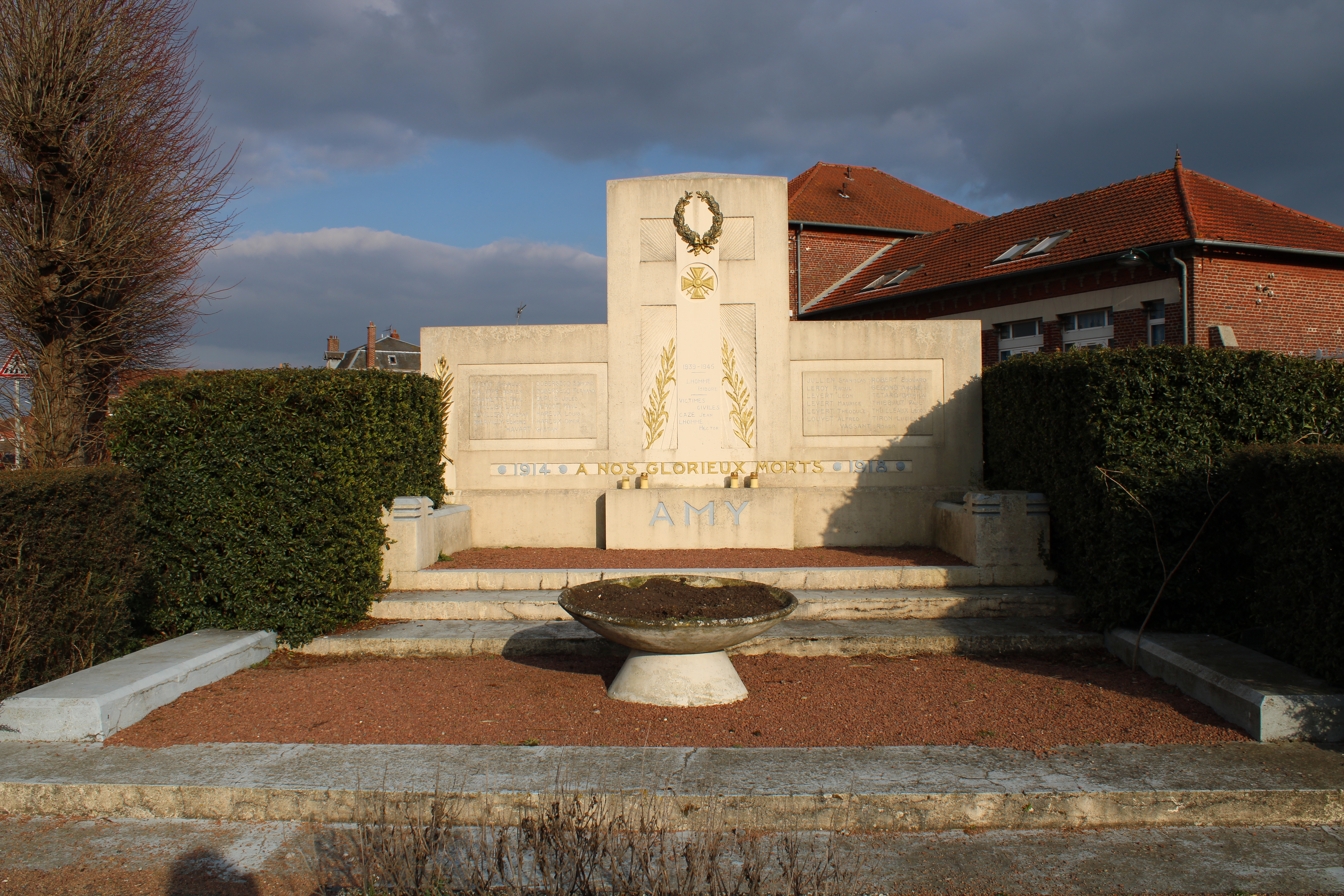
Le monument aux morts.

Amy existait avant le XIe siècle, car son église est dotée vers 1030 église, est dotée vers 1030 par Hardouin de Croï, évêque de Noyon.
Le 5 août 1653, pendant les guerres de la Fronde, le Grand Condé, assiégeant Roye, détruit le village dont les habitants se réfugient dans les bois d'Haussu.
À la suite d'un coup de foudre, l'église a été détruite par un incendie le 2 janvier 1693 et reconstruite en briques, avec un nouveau clocher construit  à côté de l'ancien portail Renaissance..
Sous l'Ancien Régime, le village faisait partie du bailliage, du grenier à sel de Roye, et de l'élection de Montdidier. Il comptait vingt-neuf feux, en 1469, et quatre-vingt treize, en 1770. La paroisse d'Amy était du doyenné rural de Nesle, et du diocèse de Noyon
Le château, situé à l'est du village près de l'église, présentait autrefois un vaste bâtiment composé d'un corps de logis principal, flanqué de deux pavillons entouré de fossés. Il est mentionné en 1850  comme démoli, et il n'en subsistait  alors que deux pavillons construits en briques,.
En 1850, le village comptait deux moulins à vent. Quelque temps après, en 1883, existait une sucrerie dans la commune.
Le village est considéré comme détruit à la fin de la Première Guerre mondiale et a  été décoré de la Croix de guerre 1914-1918, le 15 février 1921.

L'église et la Première Guerre mondiale
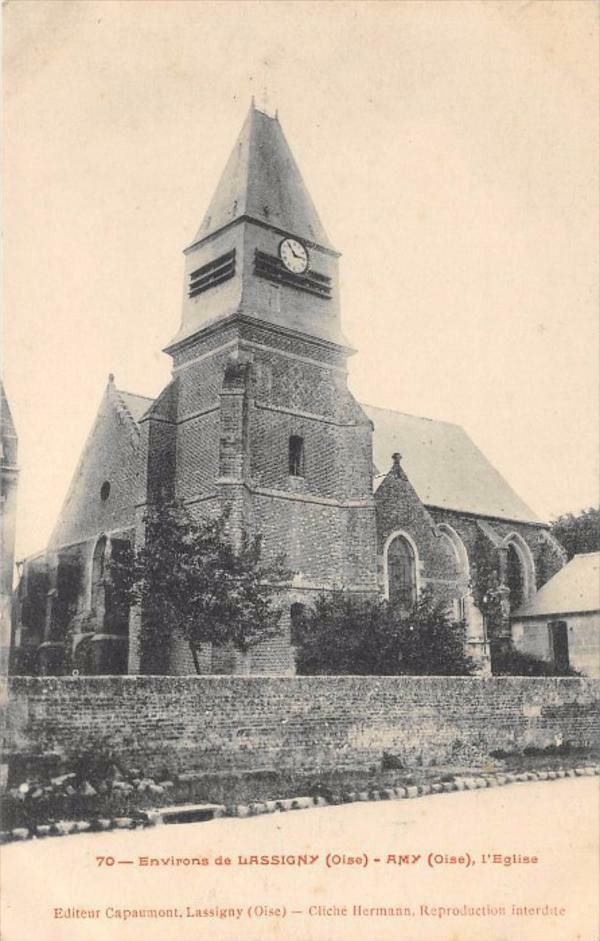
L'église avant la Guerre
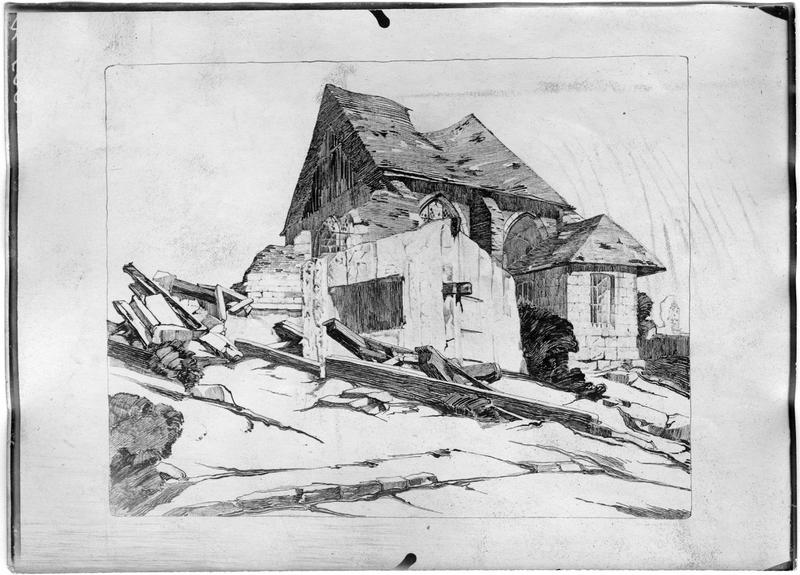
L'église en 1917
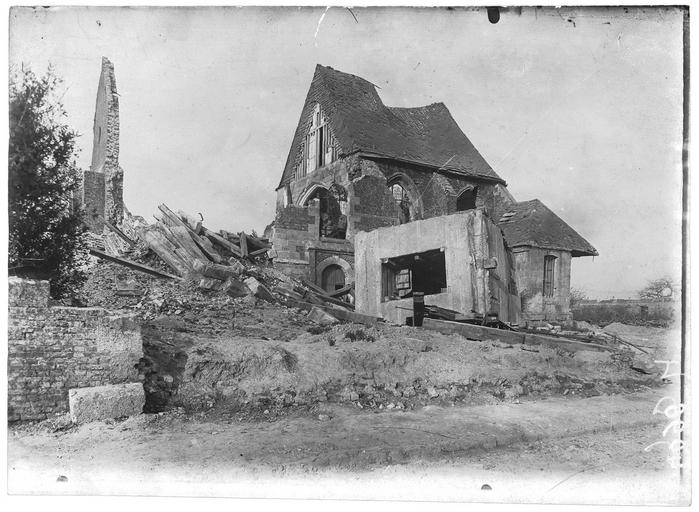
Au premier plan, le clocher effondré, le 4 mai 1917
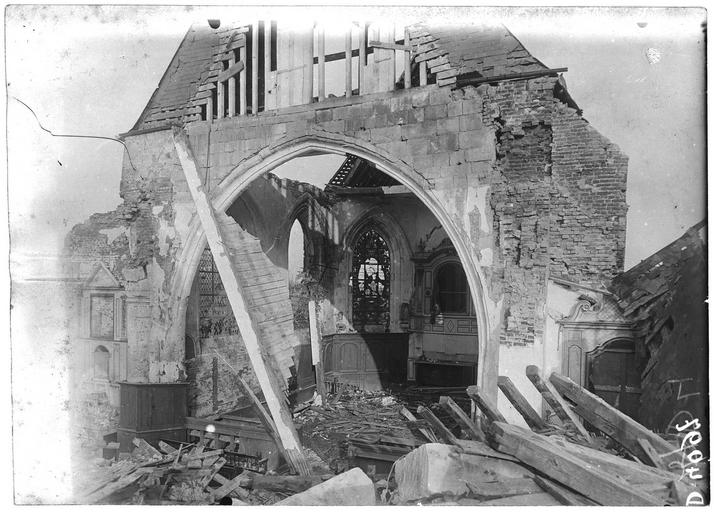
Intérieur de l'église, le même jour
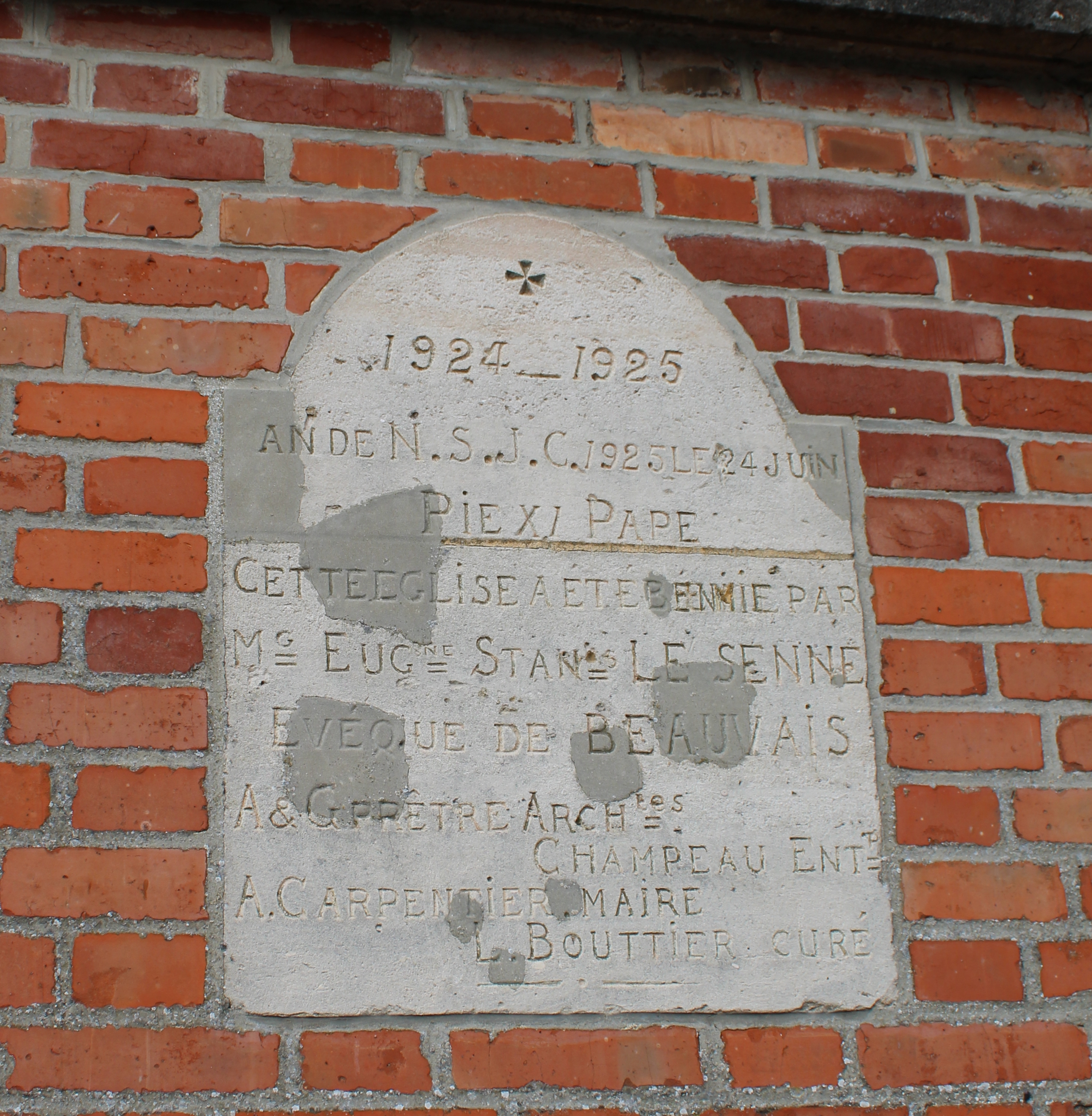
"Le 24 juin 1925, cette église a été bénie."

Un  terrain d'aviation  a été aménagé peu avant la Seconde Guerre mondiale par l'armée française sur la commune, dite Plate-forme d'opérations de Roye-Amy. Après avoir été utilisé par la Royal Air Force de septembre à octobre 1939, il est bombardé pendant la bataille de France le 18 mai 1940. À partir de septembre 1940, le terrain est utilisé par la luftwaffe, qui y construit 3 pistes de 1 770, 1 650 et 1 590 m, bétonnées et balisées, équipé d'un système d'approche par mauvais temps et de plusieurs aires de dispersion totalisant 59 abris; 2 batteries de 3 canons de 88 mm et une de 7 pièces de 20 et 37 mm. Les habitants sont contraints à évacuer le village, et des vestiges de cette base aérienne subsistent dans la commune, alors que l'aérodrome a été démantelé au début des années 1950,.

## Politique et administration

### Rattachements administratifs et électoraux

#### Rattachements administratifs
La commune se trouve dans l'arrondissement de Compiègne du département de l'Oise.
Elle faisait partie depuis 1802 du canton de Lassigny. Dans le cadre du redécoupage cantonal de 2014 en France, cette circonscription administrative territoriale a disparu, et le canton n'est plus qu'une circonscription électorale.

#### Rattachements électoraux
Pour les élections départementales, la commune fait partie depuis 2014 du canton de Thourotte
Pour l'élection des députés, elle fait partie de la sixième circonscription de l'Oise.

### Intercommunalité
Amy est membre de la communauté de communes du Pays des Sources, un établissement public de coopération intercommunale (EPCI) à fiscalité propre créé en 1997 et auquel la commune a transféré un certain nombre de ses compétences, dans les conditions déterminées par le code général des collectivités territoriales.

### Liste des maires
| Période                                  | Période                       | Identité        | Étiquette | Qualité                        |
| ---------------------------------------- | ----------------------------- | --------------- | --------- | ------------------------------ |
| Les données manquantes sont à compléter. |                               |                 |           |                                |
| avant 1962                               |                               | Maurice Beaudet |           |                                |
| Les données manquantes sont à compléter. |                               |                 |           |                                |
| mars 1983                                | 2014                          | Maurice Fagoo   |           |                                |
| 2014                                     | En cours (au 2 décembre 2020) | Yann Guigand    |           | Réélu pour le mandat 2020-2026 |

## Équipements et services publics
En 2021, les enfants de la commune sont scolarisés au sein d'un regroupement pédagogique intercommunal (RPI) fréquenté également par ceux d'Avricourt et de Margny-aux-Cerises. Deux  de ses classes sont implantées à Amy

## Population et société

### Démographie

#### Évolution démographique
L'évolution du nombre d'habitants est connue à travers les recensements de la population effectués dans la commune depuis 1793. Pour les communes de moins de 10 000 habitants, une enquête de recensement portant sur toute la population est réalisée tous les cinq ans, les populations de référence des années intermédiaires étant quant à elles estimées par interpolation ou extrapolation. Pour la commune, le premier recensement exhaustif entrant dans le cadre du nouveau dispositif a été réalisé en 2006.

En 2022, la commune comptait 421 habitants, en évolution de +8,23 % par rapport à 2016 (Oise : +0,87 %, France hors Mayotte : +2,11 %).
| 1793 | 1800 | 1806 | 1821 | 1831 | 1836 | 1841 | 1846 | 1851 |
| ---- | ---- | ---- | ---- | ---- | ---- | ---- | ---- | ---- |
| 379  | 374  | 425  | 465  | 490  | 522  | 533  | 538  | 473  |

| 1856 | 1861 | 1866 | 1872 | 1876 | 1881 | 1886 | 1891 | 1896 |
| ---- | ---- | ---- | ---- | ---- | ---- | ---- | ---- | ---- |
| 442  | 450  | 472  | 496  | 495  | 498  | 483  | 491  | 463  |

| 1901 | 1906 | 1911 | 1921 | 1926 | 1931 | 1936 | 1946 | 1954 |
| ---- | ---- | ---- | ---- | ---- | ---- | ---- | ---- | ---- |
| 474  | 451  | 478  | 338  | 413  | 407  | 365  | 284  | 362  |

| 1962 | 1968 | 1975 | 1982 | 1990 | 1999 | 2006 | 2011 | 2016 |
| ---- | ---- | ---- | ---- | ---- | ---- | ---- | ---- | ---- |
| 336  | 283  | 240  | 272  | 342  | 345  | 367  | 365  | 389  |

| 2021 | 2022 | - | - | - | - | - | - | - |
| ---- | ---- | - | - | - | - | - | - | - |
| 416  | 421  | - | - | - | - | - | - | - |

#### Pyramide des âges
La population de la commune est relativement jeune.
En 2018, le taux de personnes d'un âge inférieur à 30 ans s'élève à 38,8 %, soit au-dessus de la moyenne départementale (37,3 %). À l'inverse, le taux de personnes d'âge supérieur à 60 ans est de 21,1 % la même année, alors qu'il est de 22,8 % au niveau départemental.
En 2018, la commune comptait 197 hommes pour 202 femmes, soit un taux de 50,63 % de femmes, légèrement inférieur au taux départemental (51,11 %).
Les pyramides des âges de la commune et du département s'établissent comme suit.
| Hommes | Classe d’âge | Femmes |
| ------ | ------------ | ------ |
| 0,5    | 90 ou +      | 0,0    |
| 3,0    | 75-89 ans    | 5,4    |
| 14,8   | 60-74 ans    | 18,3   |
| 16,5   | 45-59 ans    | 18,6   |
| 26,6   | 30-44 ans    | 18,5   |
| 11,5   | 15-29 ans    | 12,7   |
| 27,0   | 0-14 ans     | 26,4   |

| Hommes | Classe d’âge | Femmes |
| ------ | ------------ | ------ |
| 0,5    | 90 ou +      | 1,4    |
| 5,5    | 75-89 ans    | 7,6    |
| 15,6   | 60-74 ans    | 16,3   |
| 20,8   | 45-59 ans    | 20     |
| 19,4   | 30-44 ans    | 19,4   |
| 17,6   | 15-29 ans    | 16,2   |
| 20,6   | 0-14 ans     | 19,1   |

## Culture locale et patrimoine

### Lieux et monuments
l'église Saint-Jean-Baptise a été reconstruite en 1924-1925 après les destructions de la Première Guerre mondiale en s'inspirant de l'architecture de l'édifice précédent, qui avait été largement reconstitué après un incendie de 1693. Toutefois, le portail du XVIe sièclea pu être remonté dans l'édifice actuel, perpétuant l'art de la Renaissance avec son archivolte en cintre surbaissé est finement sculptée et les deux piédroits composés de deux colonnettes en délit que surmonte une niche avec dais qui abritait autrefois une statue..

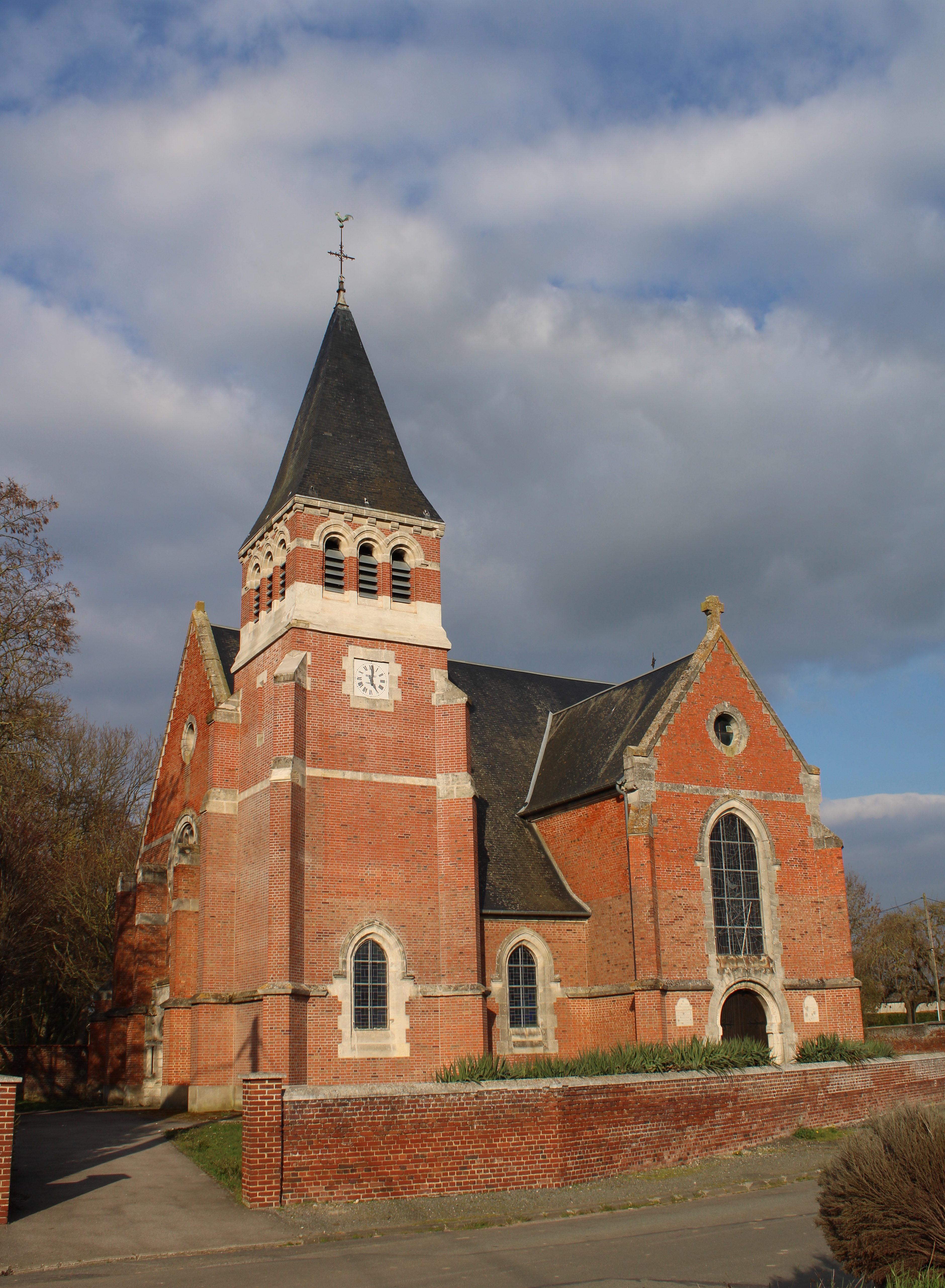
L'église actuelle inaugurée en 1925.
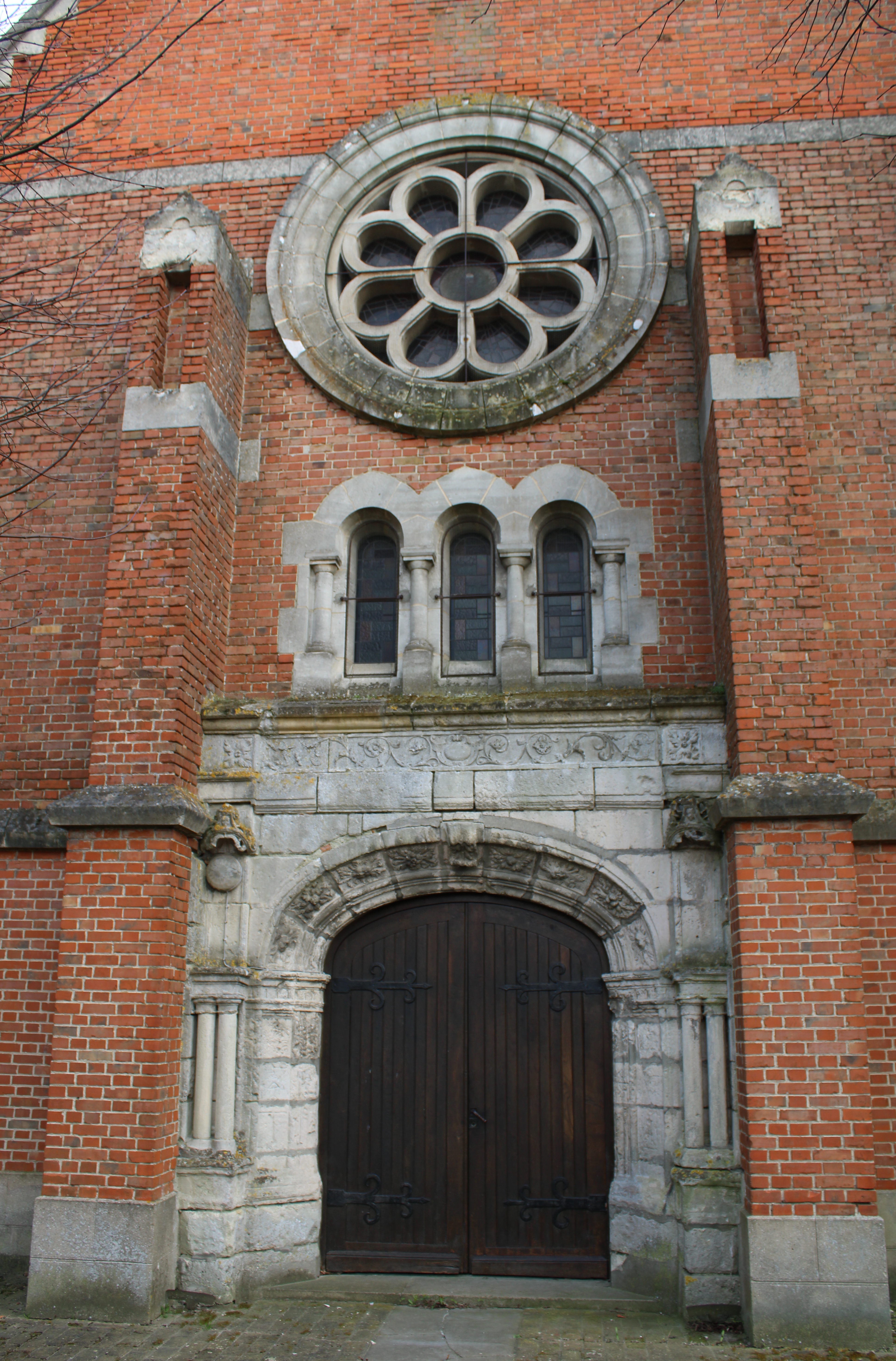
Façade de l'église.
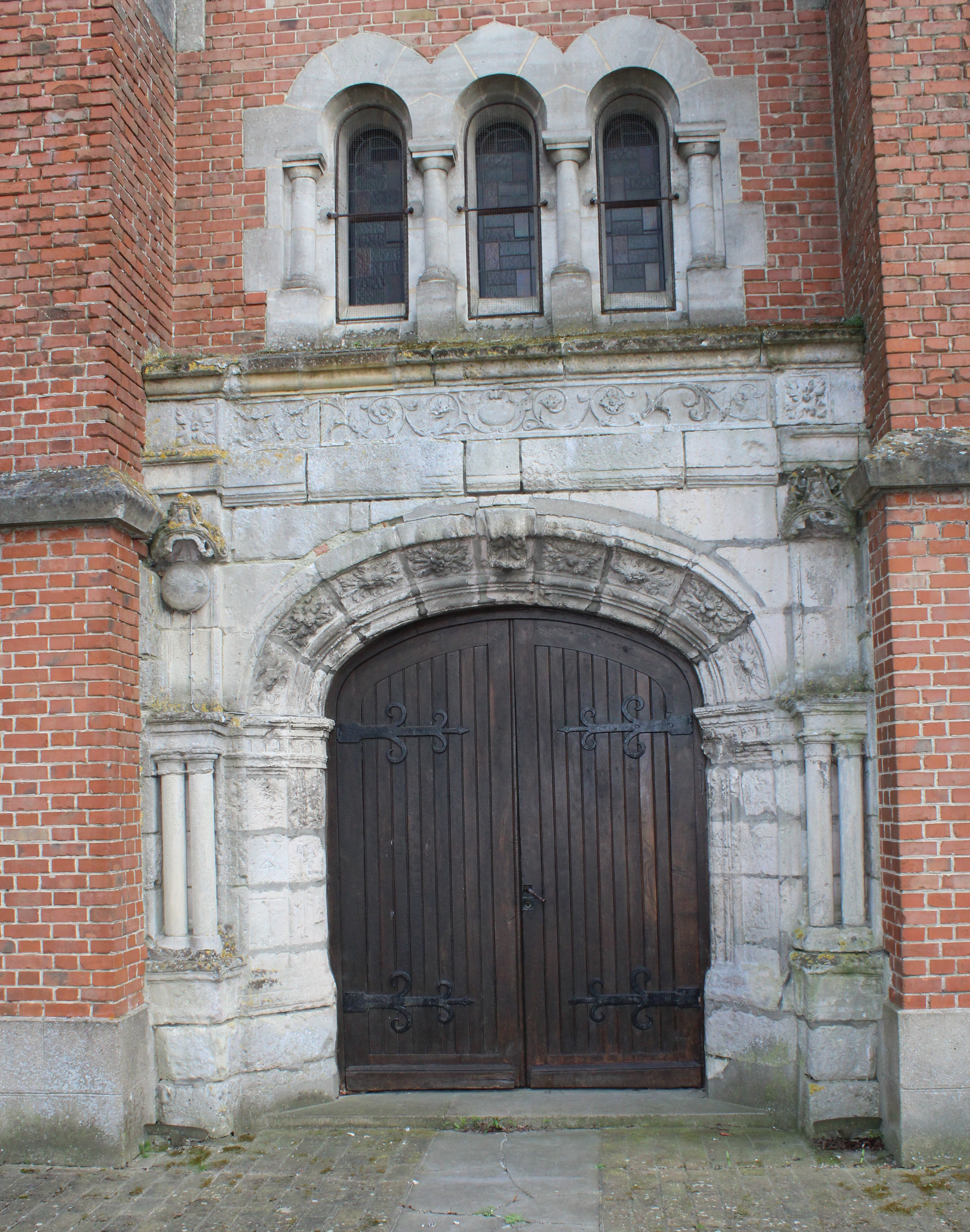
Portail de l'église.
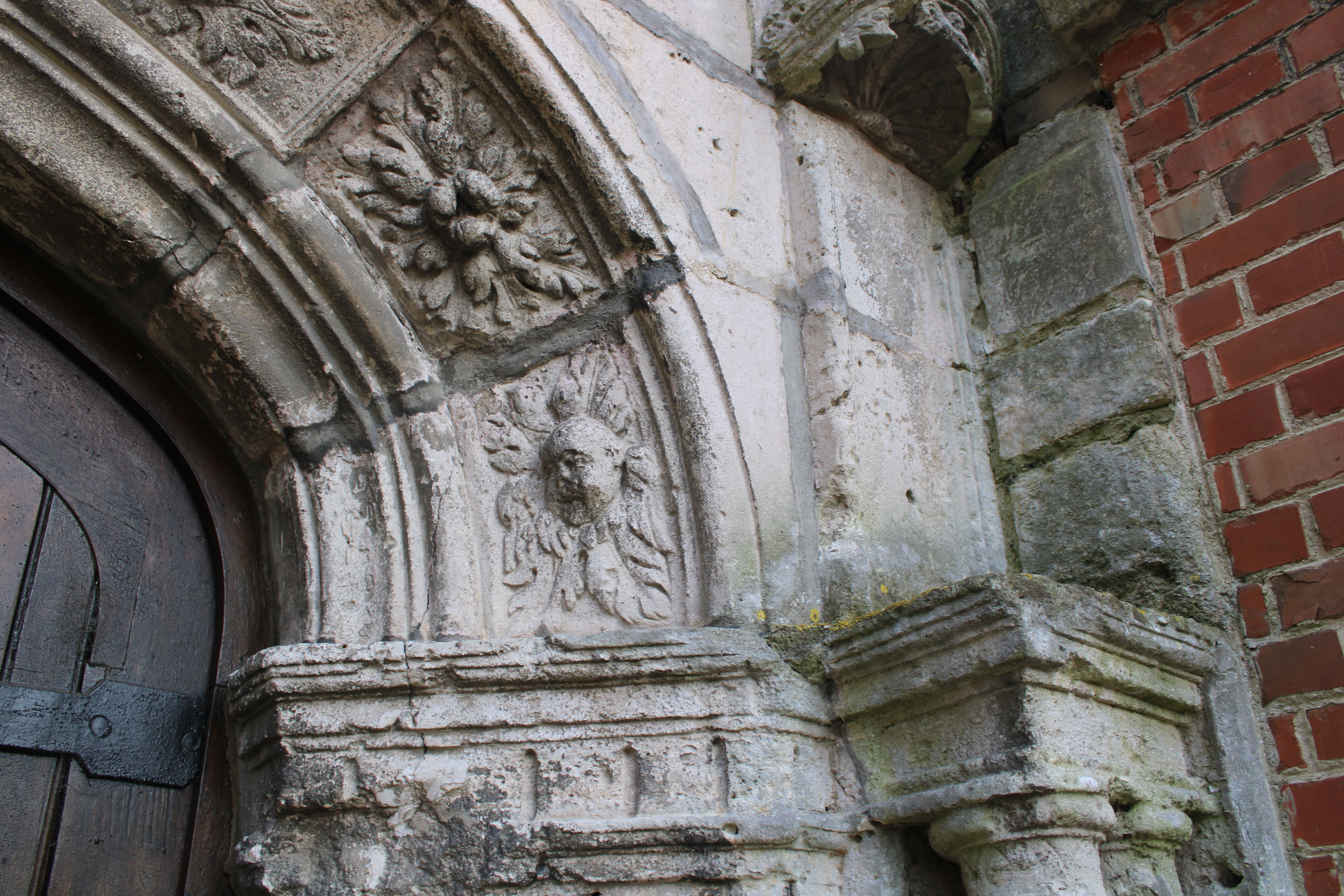
Détail des sculptures de la l'église.
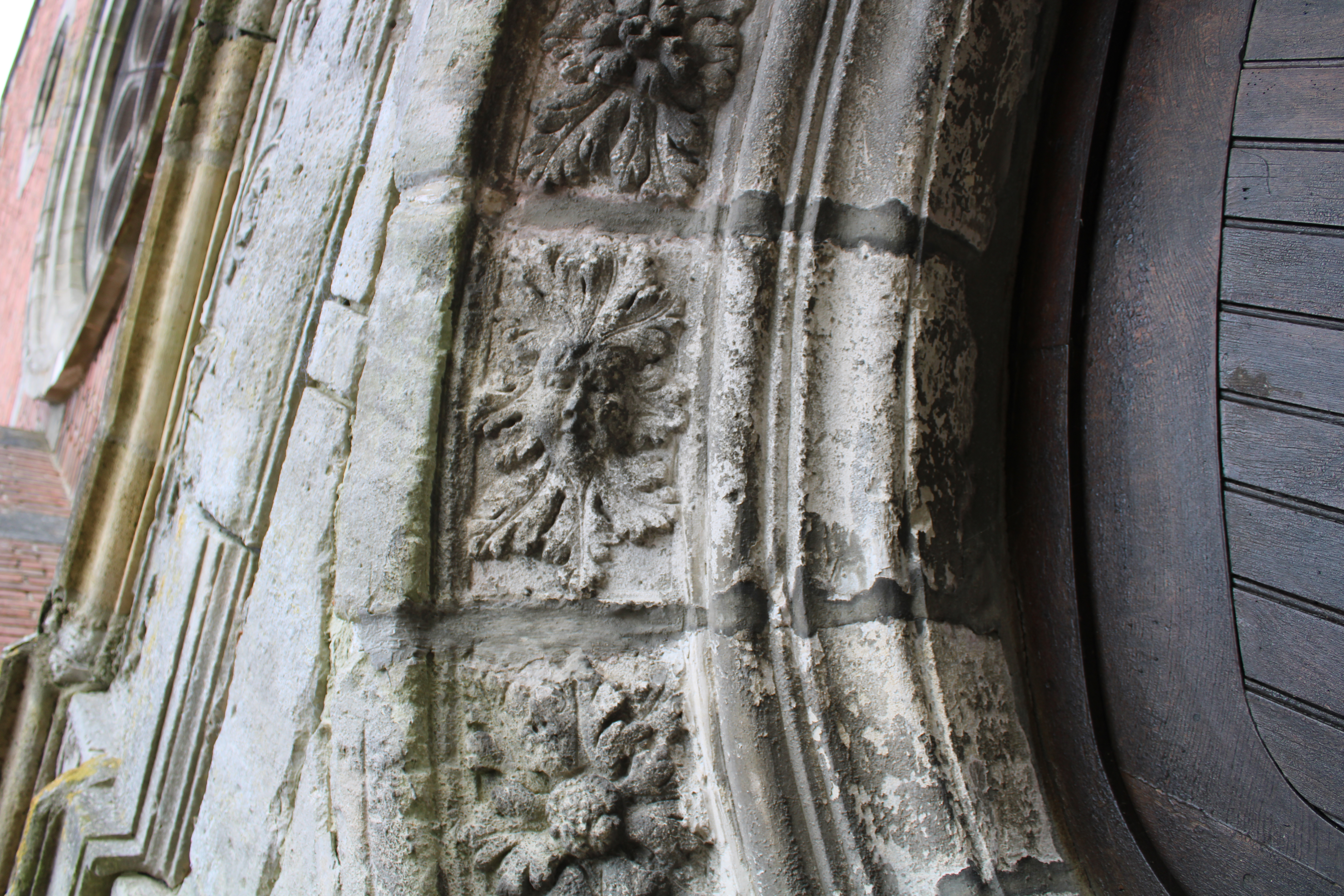
Détail des sculptures de la façade de l'église.
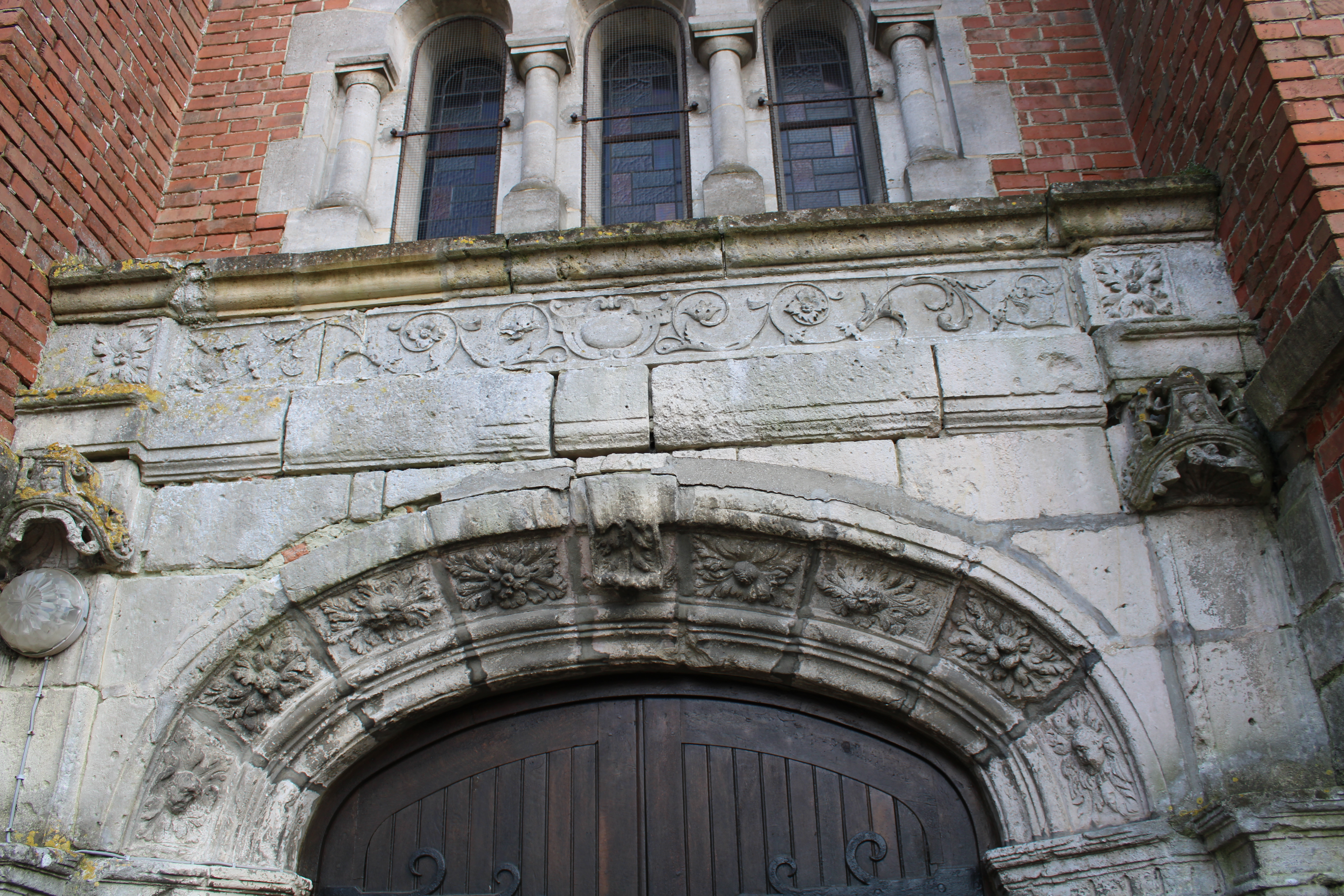
Détail du portail de l'église.

### Personnalités liées à la commune
En 1850, Louis Graves indiquait « La seigneurie de ce lieu appartenait, au quinzième siècle, à la maison de Belloy, l'une des plus anciennes de Picardie. Diane, fille et héritière de Charles de Belloy, l'apporta en mariage, l'an 1659, à Jean Scarron, conseiller au parlement, en faveur duquel cette terre fut érigée en marquisat par lettres du mois de septembre 1678. Elle était possédée, dans le dix-huitième siècle , par le marquis de la  Chesnelaye , et passa  après sa mort, arrivée en 1767, dans la maison de Soyécourt ; des alliances l'ont transférée successivement à M. le comte de Saint-Aulaire , aujourd'hui ambassadeur, et à M. le duc Decazes, pair de France, ancien ministre ».